# Pelvi triradiata
La pelvi triradiata è una caratteristica anatomica condivisa tra gli arcosauri. La pelvi, in questi animali, ha tre proiezioni, con un pube allungato, un ilio e un ischio. Questa caratteristica apparve per la prima volta negli eritrosuchidi, grandi arcosauromorfi basali predatori, tipici del Triassico inferiore. 